# Villey-Saint-Étienne
Villey-Saint-Étienne è un comune francese di 1 097 abitanti situato nel dipartimento della Meurthe e Mosella nella regione del Grand Est.
Vi si trova il forte di Vieux-Canton, costruito tra il 1906 e il 1909.

## Società

### Evoluzione demografica
Abitanti censiti